# Técnicas para diferenciação
Este artigo contém uma lista de técnicas para a diferenciação de funções reais, categorizadas por tipo.

## Funções polinomiais simples
Dado um polinômio {\displaystyle p(x)}, que é definido pela fórmula:
{\displaystyle p(x)=\sum _{i=0}^{m}k_{i}x^{i}}, tem-se
{\displaystyle {\frac {d}{dx}}p(x)=\sum _{i=1}^{m}ik_{i}x^{i-1}.}
Que é, simples multiplicação de cada termo por seu grau, então dividir-se por ’’{\displaystyle x}’’. Por exemplo, pode-se diferenciar {\displaystyle \scriptstyle {\sqrt {x}}+5x}. Primeiramente, divide-se em seus termos componentes: {\displaystyle \scriptstyle {\sqrt {x}}} e {\displaystyle 5x}. {\displaystyle \scriptstyle {\sqrt {x}}} é igual a {\displaystyle x^{1/2}}, significando que sua derivada é {\displaystyle \scriptstyle 1/2{\sqrt {x}}}, ou metade do recíproco do valor. {\displaystyle 5x} simplesmente torna-se 5, dando-nos:
{\displaystyle {\frac {d}{dx}}({\sqrt {x}}+5x)={\frac {1}{2{\sqrt {x}}}}+5={\frac {1+10{\sqrt {x}}}{2{\sqrt {x}}}}.}

## Funções exponenciais
Dada uma função “f(x)” igual a bx, sua derivada pode ser encontrada pela seguinte fórmula:
{\displaystyle {\frac {d}{dx}}b^{x}=b^{x}\ln b}
onde “ln b” é o logaritmo natural de b. Usando-se esta fórmula, nós podemos diferenciar 225x por multiplicar por ln 225 = ln 15² = 2 ln 15 = 2(ln 3 + ln 5). (Ver Logaritmo natural). Assim, finalmente, temos 225x 2 ln 3 + 225x 2 ln 5.

### Demonstração
{\displaystyle {\frac {d}{dx}}b^{x}}
{\displaystyle ={\frac {d}{dx}}e^{\ln b^{x}}}  Uma propriedade dos logaritmos.
{\displaystyle ={\frac {d}{dx}}e^{x\ln b}}  Outra propriedade dos logaritmos
{\displaystyle =\left({\frac {d}{dx}}x\ln b\right)\left(e^{x\ln b}\right)}  Da regra da cadeia.
{\displaystyle =\left(\ln b\right)\left(e^{\ln b^{x}}\right)}
{\displaystyle =b^{x}\ln b}

## Funções logarítmicas
Todas as funções logarítmicas podem ser diferenciadas via uma fórmula muito similar aquela para funções exponenciais. A inclinação de qualquer função logarítmica em um ponto x é igual ao inverso de x vezes o logaritmo natural da base, ou:
{\displaystyle {\frac {d}{dx}}\log _{b}x={\frac {1}{x\ln b}}.}
Através disto podemos diferenciar o próprio logaritmo natural. Naturalmente, a base do logaritmo natural é e, e o logaritmo de base x de x é sempre um. Portanto, o logaritmo natural de e é um. Sabendo disso, podemos achar que o declive do logaritmo natural em qualquer ponto é igual ao inverso da altura naquele ponto.

### Demonstração
Tendo-se
{\displaystyle y=\log _{b}x}.
Então
{\displaystyle b^{y}=x}.
{\displaystyle e^{\ln b^{y}}=x}
{\displaystyle e^{y\ln b}=x}
Usando-se diferenciação implícita.
{\displaystyle \left(e^{y\ln b}\right)\left({\frac {d}{dx}}y\ln b\right)=1}
{\displaystyle \left(e^{\ln b^{y}}\right)\left({\frac {dy}{dx}}\right)\left(\ln b\right)=1}
{\displaystyle {\frac {dy}{dx}}={\frac {1}{(b^{y})(\ln b)}}}
Desde que {\displaystyle y=\log _{b}x} e {\displaystyle b^{y}=x}, {\displaystyle {\frac {d}{dx}}\log _{b}x={\frac {1}{x\ln b}}}.

## Funções trigonométricas simples
| {\displaystyle {\frac {d}{dx}}\sin x=\cos x} {\displaystyle {\frac {d}{dx}}\cos x=-\sin x} {\displaystyle {\frac {d}{dx}}\tan x=\sec ^{2}x} | {\displaystyle {\frac {d}{dx}}\sec x=\tan x\sec x} {\displaystyle {\frac {d}{dx}}\csc x=-\cot x\csc x} {\displaystyle {\frac {d}{dx}}\cot x=-\csc ^{2}x} |

|}
Para uma extensa lista de derivadas de funções trigonométricas, funções hiperbólicas, suas inversas, e demonstrações, ver tabela de derivadas e diferenciação de funções trigonométricas.